# Салимова, Нургюл
Нургю́л Сали́мова (тур. Nurgül Salimova; род. 2 июня 2003, Крепча, Тырговиштская область) — болгарская шахматистка турецкого происхождения, гроссмейстер среди женщин (2019), международный мастер (2019).
Чемпионка Болгарии (2017), серебряный призёр чемпионата Болгарии (2023). Финалистка Кубка мира среди женщин (2021).  Участница чемпионата Европы (2019). В 2023 году дошла до финала женского Кубка мира, отобравшись в турнир претенденток.
С шахматами познакомилась в четырёхлетнем возрасте. Чемпионка Европы до 8 лет (2011). Чемпионка мира и Европы до 12 лет (2015).